# Мис Фенікс
«Мис Фенікс» (англ. Phoenix Point) — американський фантастичний фільм 2005 року.

## Сюжет
В майбутньому на Землі, в результаті біохімічного зараження, настає апокаліпсис. Весь соціальний устрій руйнується, а по серед пустелі виникає новий світовий лад. В хаосі, що почався, ті хто залишився в живих, шукають порятунку на мисі Фенікс.

## У ролях
- Джон Джейкобс — Джек Ледд
- Брайон Джеймс — Павук Ріко
- Келлі Вільямс — Ееді
- Деніел Мюррей — Річард Макдональд
- Анджело Мур — проповідник
- Дурга МакБрум — Секс Сирена
- Норвуд Фішер — Ді Джей Утікач
- Джекі Вівер — Джеркі
- Шена Сосін — Королева, в титрах не вказана